# Ippolito Pindemonte
Ippolito Pindemonte (Verona, 13 novembre 1753 – Verona, 18 novembre 1828) è stato un poeta, letterato e traduttore italiano.

## Biografia
Nacque, ultimo di tre figli maschi, da Luigi, appassionato di pittura, musica ed erudizione, e Lodovica Maria (detta Dorotea) Maffei, nipote del noto erudito Scipione Maffei. I Pindemonte del ramo di Sant'Egidio erano una delle famiglie più illustri di Verona e si fregiavano del titolo marchionale sin dal 1654; nel 1782, poco prima delle nozze tra il fratello Giovanni e Vittoria Widmann-Rezzonico, ottennero anche l'iscrizione al patriziato veneziano.
Dopo la prematura morte del padre, il 24 settembre 1765 entrò con il fratello nel collegio dei Nobili di Modena, dove insegnavano Lazzaro Spallanzani, Francesco Barbieri, Giuliano Cassiani e Luigi Cerretti. Nello stesso periodo cominciò a cimentarsi nella poesia.
Durante la giovinezza viaggiò molto in Italia (Roma, Napoli e la Sicilia). Nel 1776 fece un viaggio in barca a vela in Sicilia, Malta e Grecia, cui alludono i versi 213/4 nel carme Dei sepolcri di Foscolo. Il 2 novembre del 1779, di ritorno, il Pindemonte si fermò in Sicilia e visitò le Catacombe dei Cappuccini di Palermo e ne rimase colpito tanto profondamente dalle mummie lì raccolte da trarne l'ispirazione d'un suo carme, e ricordarle ancora trent'anni dopo nei suoi omonimi Sepolcri dedicati al Foscolo in risposta al carme del primo.

Nel 1788 partì per un grand tour in Francia, Germania e Austria. Questo viaggio gli permise di scoprire la profonda frattura tra teoria e prassi dei cosiddetti "despoti illuminati". Il suo intento, tuttavia, era fuggire da Verona e dal clima inquisitorio che lo accusava di appartenere alla massoneria. Non esistono prove della sua appartenenza a tale organizzazione, di cui era membro invece il fratello Giovanni. Nel periodo della Rivoluzione francese si trovava vicino a Parigi con Vittorio Alfieri: pur apprezzando inizialmente gli ideali rivoluzionari, alle violenze del Terrore contrappose sempre il desiderio di pace nell'abbandono alla contemplazione della natura, per cui già l'anno dopo tornò in Italia. Al ritorno dal viaggio scrisse un romanzo autobiografico, Abaritte. Storia verissima, pubblicato nel 1790. Abaritte è Pindemonte stesso, che usa pseudonimi per chiamare persone e luoghi. 

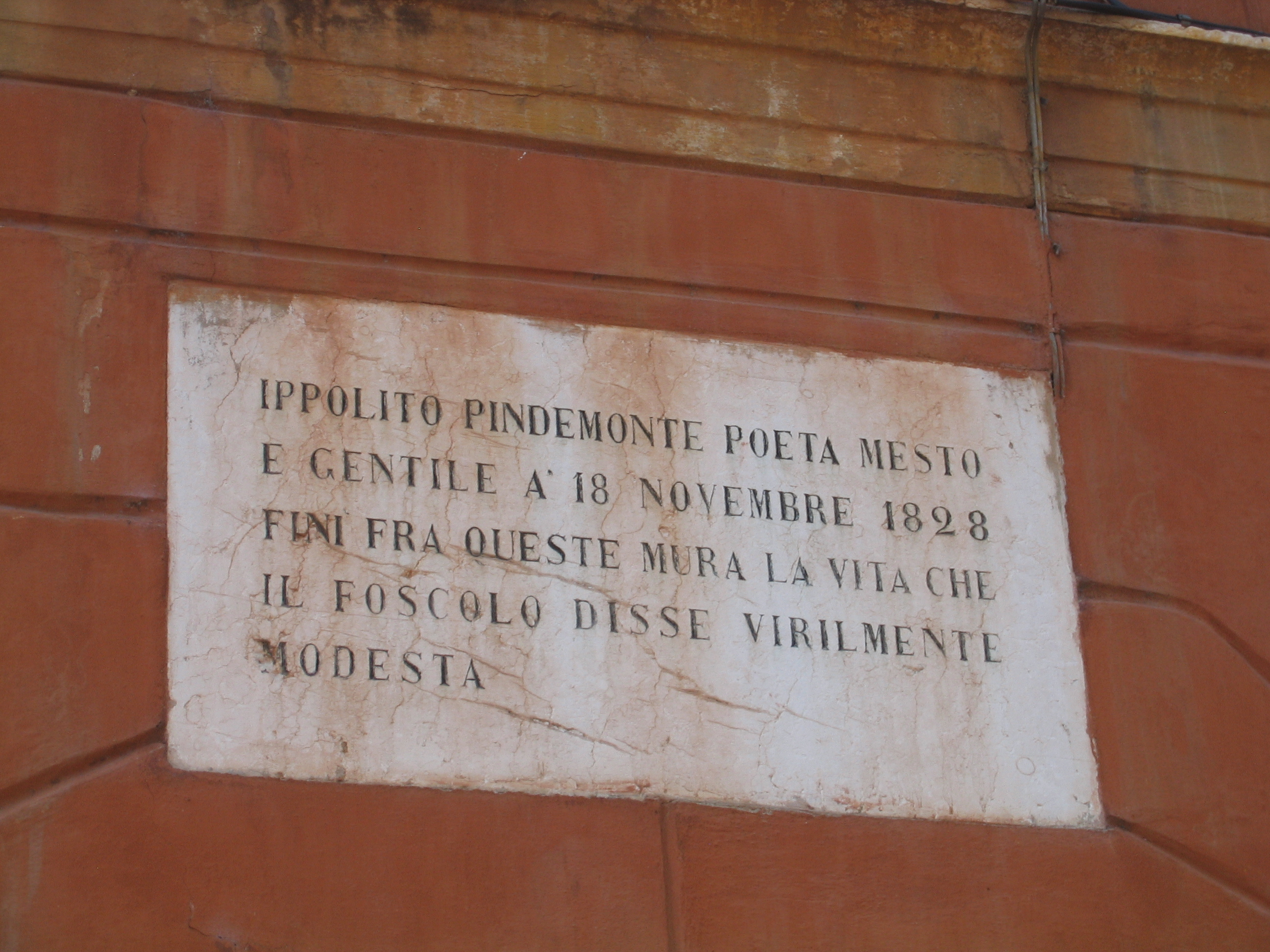
Targa commemorativa su Palazzo Pindemonte

Condivide poi la condanna dei rivoluzionari pronunciata dallo stesso Alfieri. Subendo l'influenza del poeta inglese Thomas Gray e del poeta svizzero Salomon Gessner, la sua poesia è di stampo neoclassico, con chiari elementi che si avvicinano alla nuova sensibilità romantica, facendone un esponente del preromanticismo. Ottenne un premio dall'Accademia della Crusca, di cui divenne membro.
Durante il periodo napoleonico italiano, continua a scrivere e ad animare i salotti letterari, sia nel Regno d'Italia che nella Venezia austriaca.
Morì nel 1828, un anno dopo Ugo Foscolo (in esilio a Londra), il poeta che gli dedicò la sua famosa opera Dei sepolcri, ma col quale Pindemonte ebbe un rapporto complicato, misto di freddezze e ammirazione.

## Opere

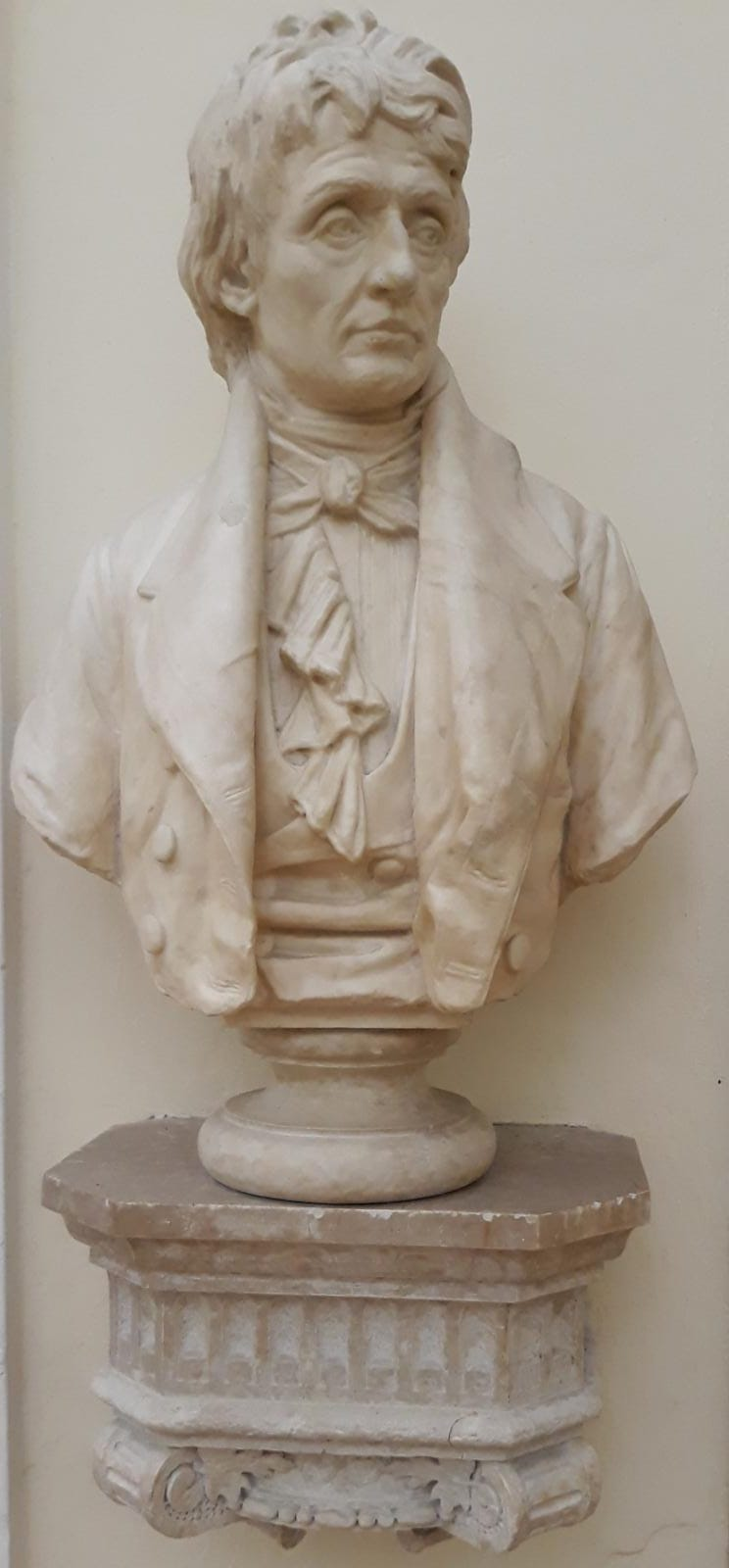
Il busto di Ippolito Pindemonte presso la Protomoteca della Biblioteca civica di Verona

La sua opera più nota è sicuramente la traduzione dell'Odissea, che ebbe grandissimo successo e numerose edizioni e ristampe, malgrado non riuscisse a trasmettere il senso epico dell'originale. L'incipit del proemio resta una delle più note traduzioni italiane, come l'Iliade del Monti ("Musa, quell’uom di moltiforme ingegno / Dimmi, che molto errò, poich’ebbe a terra / Gittate d’Iliòn le sacre torri...").
Fu poi autore di due raccolte affini per spirito e temi: Poesie campestri (prima edizione del 1788) e le Prose campestri (prima parte del Saggio dei Prose e Poesie campestri (1795)), nelle quali meglio si esprime la poetica del Pindemonte. Pur essendo uno dei più rilevanti esempi del genere georgico-didascalico, ebbe sempre un approccio da letterato, mai da diffusore di cultura agronomica. In Francia conobbe Jean-Jacques Rousseau e altri della sua cerchia (tra cui forse l'architetto paesaggista René-Louis de Girardin) che influenzarono questa concezione filo-rurale. Pindemonte partecipò alla sistemazione dei giardini di Villa Mosconi Bertani ispirando la trasformazione di parte del parco in un giardino all'inglese. Nel 1792 all'Accademia di Scienze e Agricoltura di Padova pubblicò la Dissertazione su i giardini inglesi e sul merito in ciò dell'Italia.
Scrisse le Epistole (1805) e i Sermoni poetici (1819); fu anche autore di diverse tragedie, tra cui Arminio (1804), in cui si nota l'influenza della poesia ossianica.
Si dedicò alla poesia cimiteriale dopo aver letto l'Elegia scritta in un cimitero campestre di Thomas Gray. Il poemetto I cimiteri, contro l'editto di Saint-Cloud, fu lasciato incompiuto dall'autore alla notizia che il Foscolo, che aveva cambiato idea e avversava anche lui l'editto, stava per dare alle stampe Dei sepolcri (1806, pubblicato nel 1807): questi dedicò il carme proprio al Pindemonte. Nei Cimiteri si vedono influenze ossianiche, pariniane, dantesche, youngiane e altri anglosassoni, e della  Bassvilliana di Vincenzo Monti.
Tuttavia, l'anno successivo alla pubblicazione del capolavoro foscoliano, Pindemonte pubblicò un omonimo carme Dei sepolcri (con dedica a Foscolo) composto l'anno prima, dove il tema cimiteriale è trattato su un piano più privatamente affettivo, contrariamente a quanto aveva inteso fare Foscolo con la sua poesia civile. A differenza del Foscolo, nei Sepolcri del Pindemonte viene inoltre rigettata la concezione materialistica ("Vero è ben, o Pindemonte, anche la Speme / Ultima Dea, fugge i sepolcri" secondo l'agnostico Foscolo) in favore della concezione cristiana della resurrezione, come si nota nelle strofe finali dedicati alla defunta contessa Elisa Mosconi, frequentata dal Pindemonte e deceduta nel 1807 (probabilmente amante del poeta, la sua morte lo spinse a comporre l'opera) in cui afferma come Foscolo che l'uomo è fatto sì di atomi, ma che tali atomi torneranno a ricomporre il corpo per opera divina.
Riuniransi e torneranno Elisa.

Chi seppe tesser pria dell’uom la tela

Ritesserla saprà: l’eterno Mastro

Fece assai più, quando le rozze fila

Del suo nobil lavor dal nulla trasse;

E allor non fia per circolar di tanti

Secoli e tanti indebolita punto,

Nè invecchiata la man del Mastro eterno.

Lode a lui, lode a lui sino a quel giorno.»
(I. Pindemonte, I sepolcri)
Altro esempio della poesia cimiteriale preromantica del Pindemonte è Sopra i Sepolcri dei Re di Francia nella Chiesa di San Dionigi (1789, scritto prima del danneggiamento operato nella necropoli reale dai rivoluzionari) che sarà in seguito recensito da Alessandro Manzoni e  il Lamento di Aristo in morte di Giuseppe Torelli.
Pindemonte compose inoltre un'ode dedicatoria all'astronomo Antonio Cagnoli pubblicata sul testo Notizie astronomiche.

## Preromanticismo
La poetica di Pindemonte, seppur classicista, ha in sé un'inquietudine, uno spirito melanconico: a tal proposito va citato il testo esemplare della poetica di Pindemonte, La melanconia ("Melanconia, / Ninfa gentile, / La vita mia / Consegno a te. / I tuoi piaceri / Chi tiene a vile, / Ai piacer veri / Nato non è.") tratta dalle Poesie campestri, e la descrizione fatta dal Foscolo nei Sepolcri: "Nè da te, dolce amico, udrò più il verso / E la mesta armonia che lo governa" - e una vicinanza ai temi sentimentali, che a tratti l'avvicinano alla nuova poetica romantica: per questo fu considerato dai romantici italiani come Manzoni e Leopardi precursore della nuova sensibilità, sulla scia dei poeti cimiteriali inglesi del Settecento Edward Young e Thomas Gray.
Il musicista romantico Vincenzo Bellini mise in musica una strofa de La melanconia nel lied Malinconia, ninfa gentile.